# Hímnem (biológia)

Mars római istenség pajzsa és lándzsája, a vas alkímiai jele a hímnemet jelképezi

A biológiában a hímnem a két biológiai nem (ivar) egyike. A másik nem a nőnem. A hímnemű lények hímivarsejteket termelnek, melyek kicsik és mozgékonyak, szemben a nőivarsejtekkel, melyek nagyok és kevéssé mozgékonyak. A kloroplasztiszt és a mitokondriumot (ezek viszonylag autonóm, endoszimbiotikus eredetű sejtszervecskék) mindig a nőivarsejtek adják át a következő generációba, a hímivarsejtekből ezek nem öröklődnek.
A hímnemű állatot hímnek nevezzük.
A tyúkalakúak hímjének elnevezése kakas, a lúdalakúak esetében a réceformáknál gácsér, a többi lúdalakúnál pedig gúnár. 
Egyes emlősöknél a hím neve bika (lásd: kérődzők, vízilófélék, orrszarvúfélék, ormányosok, úszólábúak), neptunusz (tengeritehenek) csődör vagy mén (lófélék, tevefélék), kan (kutyafélék, disznófélék, pekarifélék), kandúr (macskafélék), kos (vadjuh nem), bak (Capra nem és nyúlfélék).
A hímnemű ember elnevezése férfi, illetve az ivarérettség elérése előtt a fiú.
A hímnemet jelölő piktogram: ♂

## Kapcsolódó szócikk
- Hímnem (nyelvészet)